# عباس میریونسی
سید عباس حسینی میریونسی (۱۳۱۲ در کَرَهْرود اراک) یک روحانی شیعه اهل ایران است. وی نماینده مردم حوزۀ انتخابیۀ کنگاور از استان کرمانشاه بود.

## تحصیلات حوزوی
او در حوزه علمیه قم تحصیل کرده و از شاگردان سید حسین طباطبایی بروجردی، محمدعلی اراکی، سید احمد خوانساری، گلپایگانی و محمد یزدی بوده و از سید روح‌الله خمینی اجازه فتوا در امور شرعیه را گرفته‌ است.

## نمایندگی مجلس
او در انتخابات دوره اول مجلس شورای اسلامی با کسب ۱۲٬۲۵۰ رای برابر با ۶۶٫۴درصد آرا وارد مجلس شورای اسلامی شد.

## امامت جمعه کنگاور
میریونسی همچنین پس از  «حاج آقا بزرگ محمدی عراقی» به عنوان امام‌جمعه شهر کنگاور منصوب شد.

## منصب فعلی
او در حال حاضر علاوه بر پاسخگویی به مراجعات مردمی در شورای عالی حوزه‌های علمیه هم عضویت دارد.